# Philippa d'Angleterre
Titres
Reine consort de Danemark
26 octobre 1406 – 5 janvier 1430
(23 ans, 2 mois et 10 jours)
Reine consort de Norvège
26 octobre 1406 – 5 janvier 1430
(23 ans, 2 mois et 10 jours)
Reine consort de Suède
26 octobre 1406 – 5 janvier 1430
(23 ans, 2 mois et 10 jours)
Philippa d'Angleterre (en anglais : Philippa of England), née en 1394 au château de Peterborough (royaume d'Angleterre) et morte le 5 janvier 1430 à Lidköping (union de Kalmar) était une princesse anglaise devenue reine de l'union de Kalmar en épousant le roi Éric de Poméranie.

## Biographie
Philippa est la fille du futur roi Henri IV d'Angleterre et de Marie de Bohun. Sa mère décède des suites de l'accouchement, le 4 juin 1394.
Le 26 octobre 1406 en la cathédrale de Lund, elle est mariée à l'âge de 13 ans au roi Éric de Poméranie, l'héritier de Marguerite Ire de Danemark. Elle devient reine de l'union de Kalmar et est couronnée en 1412.
Philippa possède les qualités politiques qui font défaut à son époux, elle gouverne la Suède de 1424 à 1430 pendant les absences de son époux du royaume. En 1428, elle doit également assurer la défense de Copenhague contre une flotte de la Hanse.
Elle meurt le 5 janvier 1430 à l'âge de 35 ans et est enterrée dans l'abbaye de Vadstena près de Linköping dans la province d'Östergötland en Suède.

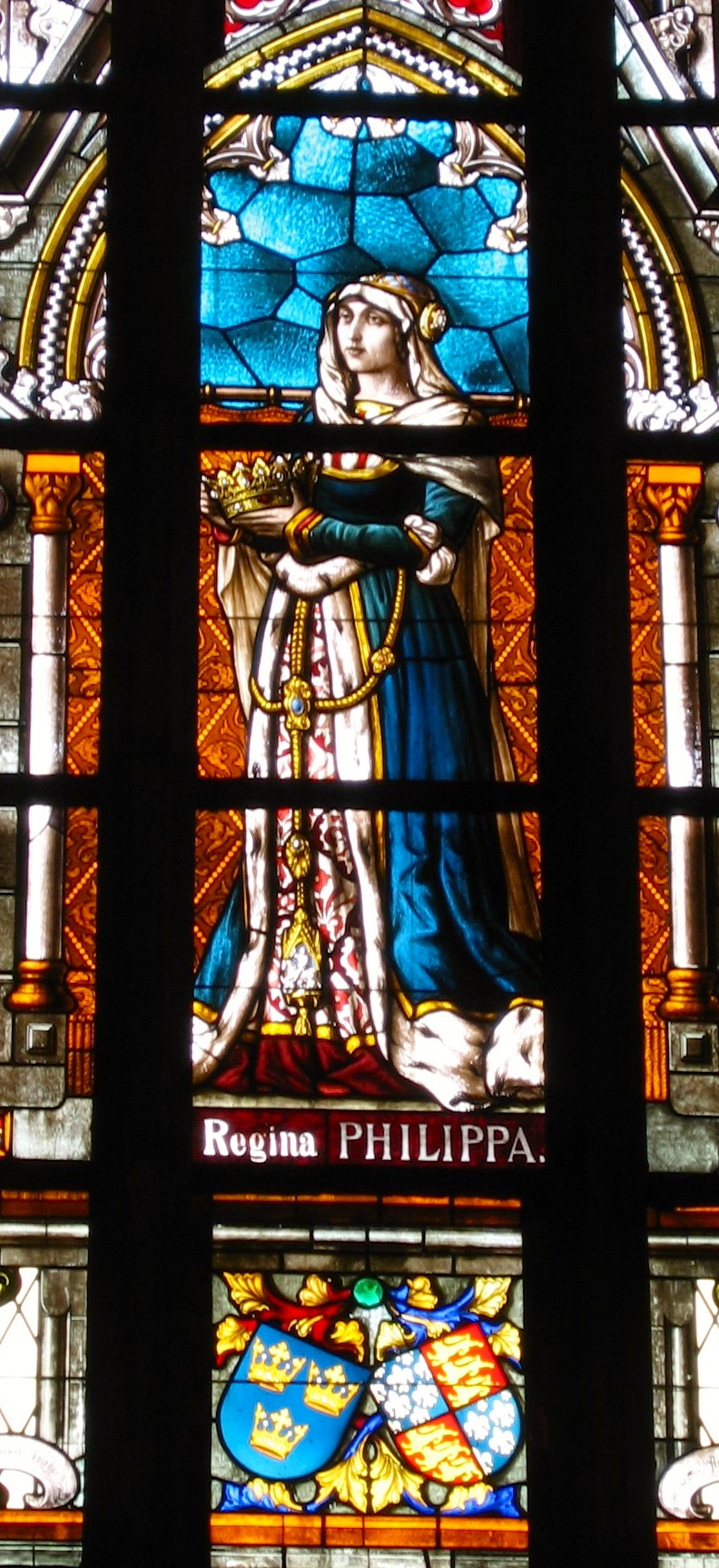
Vitrail de l'abbaye de Vadstena
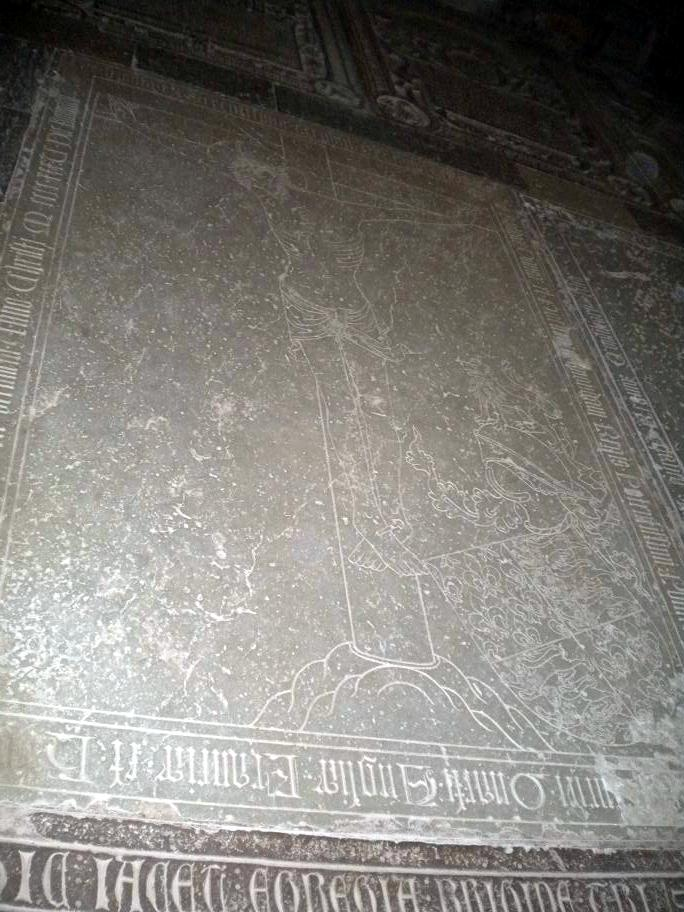
Tombe de Philippa d'Angleterre

## Sources
- (en) Cet article est partiellement ou en totalité issu de l’article de Wikipédia en anglais intitulé « Philippa of England » (voir la liste des auteurs).